# Western Australian of the Year Awards
De Western Australian of the Year Awards is een jaarlijkse prijs, uitgereikt aan individuen die in hun vakgebied een bijzondere en duurzame bijdrage aan de vooruitgang van de West-Australië en haar inwoners hebben geleverd. Uit de zeven winnaars wordt nog een algemene winnaar gekozen.

## Geschiedenis
De prijs wordt sinds 1973 uitgereikt. Hij heette oorspronkelijk de 'WA Citizen Of The Year Awards' en werd niet enkel aan individuen maar ook aan organisaties toegekend. In 2012, toen 'Foundation Day' werd hernoemd naar Western Australia Day, veranderde ook de prijs van naam, en heet sindsdien de 'Western Australian of the Year Awards'.
In 2020 werd ten gevolge de coronapandemie de prijs niet uitgereikt.

## Beschrijving
De prijs wordt aan zeven categorieën uitgereikt:
- Aborigines
- kunst en cultuur
- ondernemerschap
- samenleving
- beroepen
- sport
- jeugd

Uit de zeven winnaars wordt een algemene winnaar gekozen. De algemene winnaar neemt automatisch deel aan de Australian of the Year Awards.

## Voormalige winnaars
Onderstaande winnaars van de prijs hebben een Nederlandstalige Wikipediapagina:
- Ric Charlesworth, sportman en politicus
- Charles Court, voormalig premier van West-Australië
- Tracey Cross, paralympisch zwemster
- Adam Gilchrist, cricketer
- Samantha Kerr, voetbalster
- Barry Marshall, arts en Nobelprijswinnaar
- Lauren Mitchell, turnster
- Gina Rinehart, zakenvrouw
- Royal Flying Doctor Service
- Robin Warren, patholoog en Nobelprijswinnaar
- Tim Winton, schrijver